# Madhura Naik
Madhura Hemant Naik es una modelo y actriz india que ha aparecido en programas de televisión como Pyaar Kii Ye Ek Kahaani, Iss Pyaar Ko Kya Naam Doon?, Hum Ne Li Hai- Shapath y Tumhari Paakhi.

## Carrera
Naik comenzó su carrera como modelo que la llevó al video musical "Umar Bhar" de Shael Oswal. Luego fue contratada para su primer espectáculo Kahani Ghar Ghar Ki. Luego trabajó con Balaji Telefilms durante más de cuatro años. Fue vista en Kahe Naa Kahe en el canal 9X, Bhaskar Bharti en SET India, Kis Desh Mein Hai Meraa Dil, Ek Nanad Ki Khushiyon Ki Chaabi ... Meri Bhabhi, Kayamath en Star Plus, y Pyaar Kii Ye Ek Kahaani en STAR One.
Su personaje fue usado para efecto cómico en  Pyaar Kii Ye Ek Kahaani  como "T", contrario a su actuación dramática como líder en Hum Ne Li Hai- Shapathen Life OK durante el cual se convirtió en una cara exclusiva de Star Network y apareció en muchas actuaciones en vivo y en espectáculos con Life OK y Star. También interpretó a Sheetal Kapoor en la popular serie de Star Plus Iss Pyaar Ko Kya Naam Doon?.
Ella fue coanfitriona en el show de UTV Bindass Superdude. Ella apareció en un cameo como una abogada llamada Jaspreet, en la serie diaria de Star Plus Ek Nanad Ki Khushiyon Ki Chaabi ... Meri Bhabhi. Ella hizo una aparición en el programa de televisión Naagin como Mayuri. Ella fue vista como Tanya Rana, en Tumhari Paakhi de Life OK. Actualmente, ella interpreta el papel gris de Paulomi, quien ama al actor principal en Tu Sooraj Main Saanjh Piya Ji.

## Causas sociales y políticas
Naik, quien también aboga por los derechos de los animales, extendió su mano a  PETA en causa de dejar de enjaular a los pájaros. Ella lo integró como una actividad promocional mientras rodaba para Superdude.

## Cine
| Año  | Título            | Rol             | Notas |
| ---- | ----------------- | --------------- | ----- |
| 2007 | Good Boy, Bad Boy | Hermana de Raju |       |
| 2010 | Pyaar Impossible  | Amiga de Alisha |       |

## Televisión
| Año  | Show                                         | Rol                |
| ---- | -------------------------------------------- | ------------------ |
| 2006 | Kahaani Ghar Ghar Kii                        | Tanya (Sam) Nanda  |
| 2007 | Kahe Naa Kahe                                | Neena              |
| 2007 | Amber Dhara                                  |                    |
| 2008 | Sapna Babul Ka...Bidaai                      | Sonia              |
| 2008 | Sangam                                       |                    |
| 2008 | Kis Desh Mein Hai Meraa Dil                  | Maya Harman Juneja |
| 2009 | Bhaskar Bharti                               |                    |
| 2009 | Shakuntala                                   | Rajkumari Gauri    |
| 2009 | Kayamath                                     | Kamya              |
| 2010 | Dill Mill Gayye                              | Suvarna Modi       |
| 2011 | Pyaar Kii Ye Ek Kahaani                      | Tanushree Ambolkar |
| 2012 | Superdude                                    | Coanfitriona       |
| 2012 | Hum Ne Li Hai... Shapath                     | Shikha             |
| 2012 | Iss Pyaar Ko Kya Naam Doon?                  | Sheetal Kapoor     |
| 2013 | Tumhari Paakhi                               | Tanya Rana         |
| 2013 | Ek Nanad Ki Khushiyon Ki Chaabi… Meri Bhabhi | Jaspreet/Jas       |
| 2013 | Uttaran                                      | Nilofer            |
| 2014 | Comedy Classes                               | Shubhalaxmi        |
| 2014 | Fear Factor: Khatron Ke Khiladi              | Concursante        |
| 2014 | Tum Aise Hi Rehna                            | Aanchal            |
| 2016 | Box Cricket League                           | Concursante        |
| 2016 | Naagin                                       | Mayuri             |
| 2017 | Tu Sooraj Main Saanjh, Piyaji                | Palomi             |
| 2017 | Tenali Rama                                  | Queen Munmun       |